# 1198. grenadirski polk (Wehrmacht)
1198. grenadirski polk (izvirno nemško 1198. Grenadier-Regiment; kratica 1198. GR) je bil pehotni polk Heera v času druge svetovne vojne.

## Zgodovina
Polk je bil ustanovljen 22. avgusta 1944 kot sestavni del 580. ljudskogrenadirske divizije; še v času oblikovanja so polk preimenovali v 986. grenadirski polk.